# Shunsuke Oyama
Shunsuke Oyama (født 6. april 1986) er en japansk fodboldspiller.
Han har spillet for flere forskellige klubber i sin karriere, herunder Urawa Reds, Ehime FC, Shonan Bellmare og Kataller Toyama.